# Cataclysme murina
Cataclysme murina là một loài bướm đêm trong họ Geometridae.